# Banque de Bruxelles

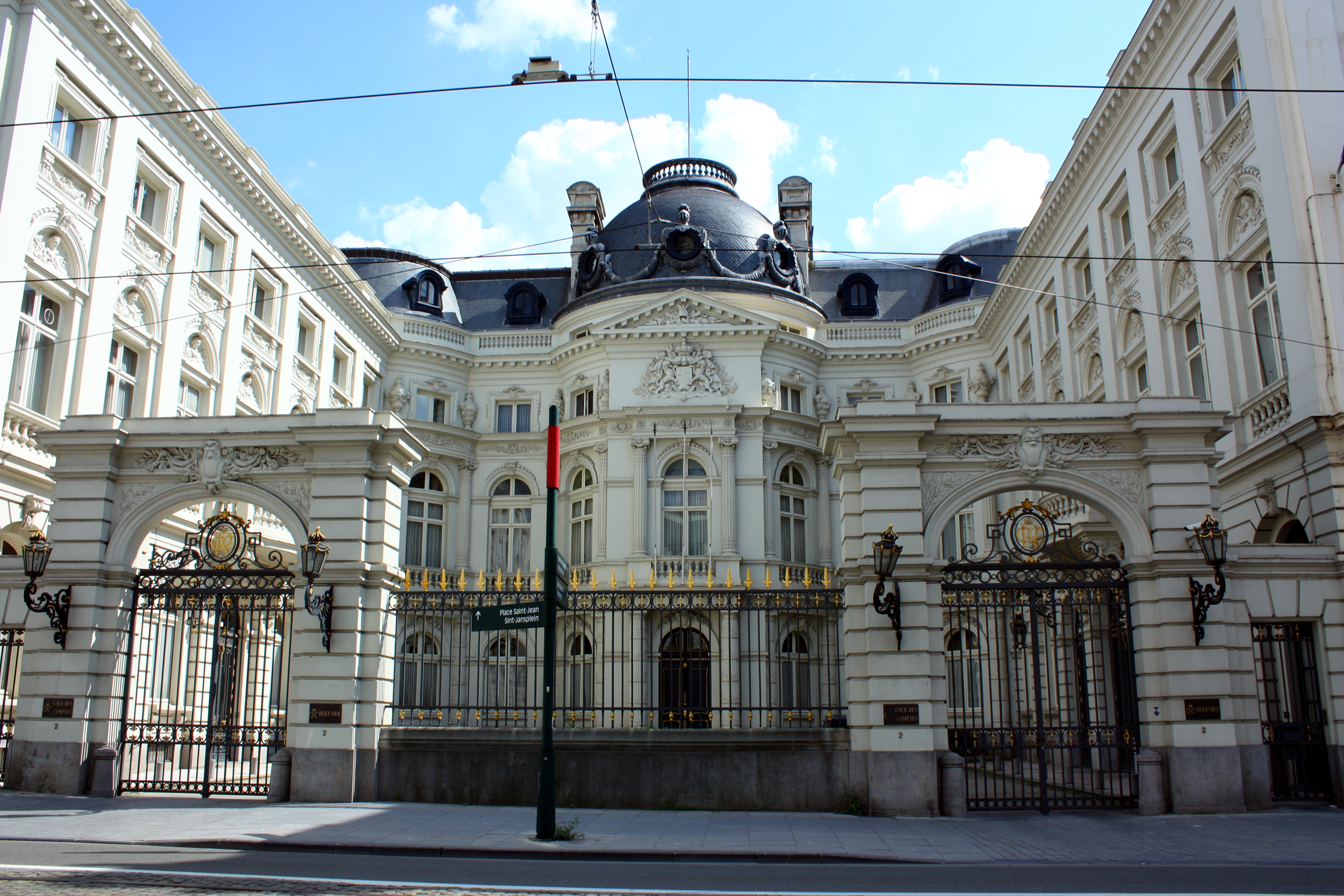
„Palais du comte de Flandre“ in Brüssel, Hauptquartier der Banque de Bruxelles von 1905 bis 1975

Die Banque de Bruxelles war eine belgische Grossbank mit Sitz in Brüssel.

## Geschichte
Die Bank de Bruxelles wurde am 13. November 1871 von Jacques Errera (1834–1880) und Joseph Oppenheim mit einem Grundkapital von 50 Millionen Belgische Franken gegründet. Die Bank geriet aber bald in wirtschaftliche Schwierigkeiten und musste im Jahr 1877 liquidiert und gleich danach mit einem geringeren Kapital neu gegründet werden. Im Jahr 1928 wurde die Bank de Bruxelles Ziel eines feindlichen Übernahmeversuchs durch den belgischen Bankier Alfred Loewenstein (1877–1928), welcher aber mit Hilfe einer „Giftpille“ abgewehrt werden konnte. Am 30. Juni 1975 schloss sich die Banque de Bruxelles mit der belgischen „Banque Lambert“ zur „Banque Bruxelles Lambert“ (BBL) zusammen, wobei die Banque de Bruxelles die Banque Lambert übernahm. Anfang 1998 wurde die Banque Bruxelles Lambert wiederum von der niederländischen Großbank „ING Groep“ erworben und der Name 2003 in „ING Belgium“ geändert.